# Дівчинка і відлуння
«Дівчинка і відлуння» (рос. «Девочка и эхо») — литовський радянський художній фільм 1964 року режисера Арунаса Жебрюнаса, екранізація оповідання Юрія Нагибіна «Луна».

## Сюжет
Останній день гостює Віка y свого дідуся-рибалки. Має приїхати її батько, а їй не хочеться їхати. Вранці дідусь йде в море перевіряти мережі, а Віка бродить берегом і розмовляє зі своїми друзями-скелями. Мрійлива дівчинка створює свій особливий світ взаємин з людьми і природою.
Тим часом на березі дітлахи з прибережного селища обирають ватажка своєї компанії. Віка помічає, що заводила обманює приятелів: міченого краба, якого повинен зловити в море майбутній ватажок, він ховає в каменях, а кидає в море простого. Віка дістає краба зі схованки і розкриває обман. Тут же на березі вона знайомиться з Романом. Він тільки на один день приїхав на узбережжі і поки нікого не знає.
Ватажок вирішує помститися Вікі і ховає її сукні під час її купання. Роман потрапляє в ситуацію, в якій йому доводиться складати іспит на дружбу…

## У ролях
- Ліна Бракніне
- Валерій Зубарєв
- Бронюс Бабкаускас
- Каарел Карм

## Творча група
- Сценарій: Арунас Жебрюнас, Юрій Нагибін, Анатолій Черченко
- Режисер: Арунас Жебрюнас
- Оператор: Йонас Гріцюс
- Композитор: Альгіс Бражінскас